# Otto Gleichmann
Otto Gleichmann (20. srpna 1887, Mainz, Německo – 2. listopadu 1963, Hannover, Německo) byl německý malíř. V roce 1937 byla jeho díla spolu s mnoha dalšími vystavena na výstavě Entartete Kunst v Mnichově.

## Životopis
Otto Gleichmann studoval v letech 1906 až 1910 na uměleckých akademiích v Düsseldorfu, Wroclawi a Výmaru.
V polovině 1. světové války v roce 1915 se oženil s malířkou Lottou Giese. Od roku 1919 žil v Hannoveru; od roku 1923 pracoval jako učitel umění na reálném gymnáziu.
Jeho dílo zahrnuje olejomalby, akvarely, kresby, litografie a smíšené techniky, které jsou mimo jiné ovlivněny zkušenostmi a dojmy z první světové války, situací dvacátých a třicátých let a katastrofickou hrozbou národního socialismu. V roce 1915 stál v přední linii, v roce 1916 byl raněn a hospitalizován. V roce 1918 se spolu se svou ženou přidali k umělecké skupině "Hannoversche Sezession", ve které byli umělci jako nnapříklad Kurt Schwitters. Gleichmann kromě toho pěstoval intenzivní přátelství s Theodorem Däublerem.
V roce 1936 mu strana NSDAP uložila zákaz vystavovat. V červenci 1937 byla tři jeho díla očerněna na nacistické výstavě Zvrhlé umění. Celkem 27 jeho děl bylo národními socialisty zabaveno.
Jeho hrob a jeho manželky Lotty se nachází na městském hřbitově Engesohde v Hannoveru.

## Díla (výběr)
- Selbstbildnis 1913, tužka na papíru
- Sturm Herrschaften, 1915, tužka na papíru
- Irrenparadies II, 1918, tužka na papíru
- Strahlen – Stuerzen, olej na plátně, 1920
- Vor dunkler Landschaft, olej na plátně, 1920
- Unfassbar, unfasslich sind ihm die Dinge, pero a akvarel na papíře, 1920
- In der Loge, litografie, 1922
- Kopf einer Greisin, kombinovaná technika, 1927
- Leichenschmaus, 1925